# Miricinde
Miricinde is een bestuurslaag in het regentschap Wonogiri van de provincie Midden-Java, Indonesië. Miricinde telt 2636 inwoners (volkstelling 2010).